# Bedivere

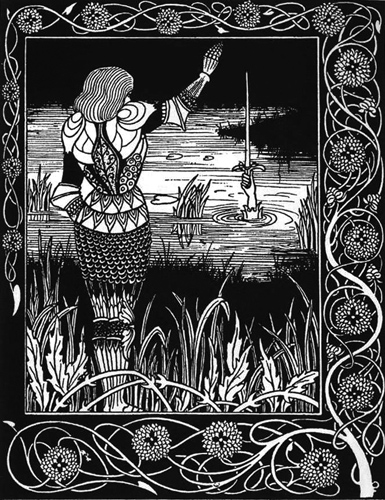
Bedivere. Ilustacja Aubreya Beardsleya, 1894.

Bedivere lub Bedwyr, Bediwer – jeden z Rycerzy Okrągłego Stołu.
W walijskiej mitologii był jednorękim wojownikiem, który wraz z przyjacielem – Sir Kayem pomógł Culhwchowi w wypełnieniu zadań postawionych przed nim przez olbrzyma Yspaddena w zamian za możliwość poślubienia jego córki Olwen. Obaj należeli do dworu króla Artura. Jego bratem był Sir Lucan, a kuzynem Sir Girflet. Miał syna Amrena i córkę Eneuawc.
Zgodnie z późniejszymi mitami jako jedyny pozostał przy śmiertelnie rannym królu Arturze i na jego życzenie wrzucił święty miecz – Excalibur do jeziora. Zwłoki króla zaniósł do łodzi, którą ciało miało dopłynąć do Avalonu (w innych opowieściach nie był to Bedivere, tylko Girflet).